# Øvre Eiker
Øvre Eiker ist eine Kommune im norwegischen Fylke Buskerud. Die Kommune hat 20.861 Einwohner (Stand: 1. Januar 2025) und liegt westlich von Drammen, wobei ein Teil des Stadtgebiets von Drammen in Øvre Eiker liegt. Verwaltungssitz ist die Ortschaft Hokksund.

## Geografie

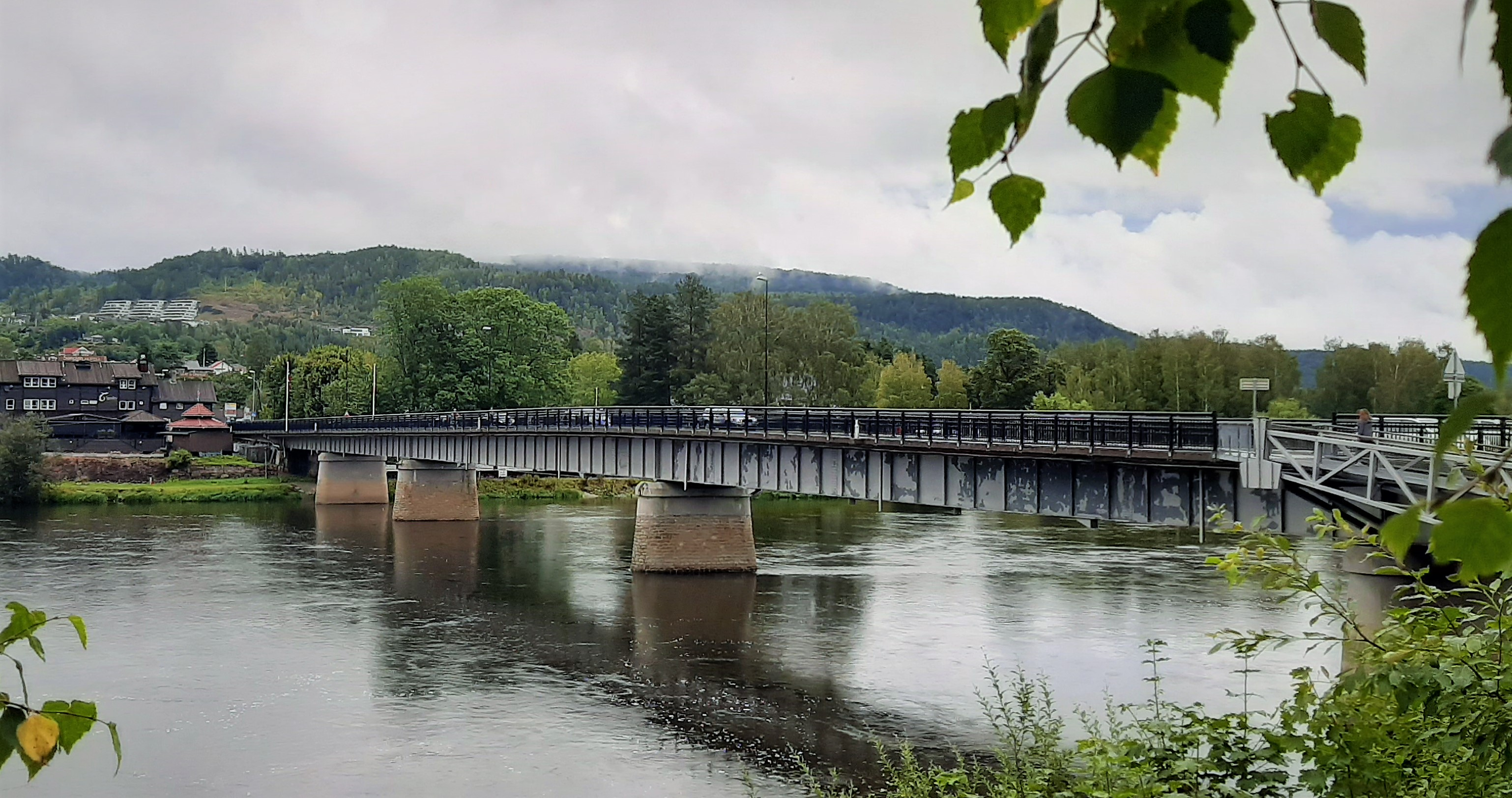
Brücke über die Drammenselva in Hokksund

Die Kommune Øvre Eiker grenzt an Modum im Norden, an Drammen im Osten, an Holmestrand im Südosten, Kongsberg im Südwesten, Flesberg im Westen sowie Sigdal im Nordwesten. Des Weiteren besteht im Nordosten an einem Punkt im See Glitre eine Grenze zur Kommune Lier. Die Grenze zwischen Øvre Eiker und Holmestrand stellt zugleich die Grenze zwischen den beiden Fylkern Buskerud und Vestfold dar. Durch die Kommune fließt von Norden kommend der Fluss Drammenselva. Bei der Ortschaft Hokksund knickt der Fluss in den Osten Richtung Drammen ab, wo er schließlich in das Meer mündet. Im Süden der Kommune liegt der nordwestliche Abschnitt des See Eikeren. Direkt im Nordwesten davon befindet sich der kleinere See Fiskumvannet, von wo die Vestfosselva in Richtung Drammenselva abfließt. Die Gesamtfläche der Kommune beträgt 456,76 km², wobei Binnengewässer zusammen 38,80 km² ausmachen.
An beiden Seiten der Drammenselva schließend sich Erhebungen an, die über 600 moh. erreichen, wobei im Westen die etwas höheren Punkte vorzufinden sind. Die Erhebung Myrehogget im Nordwesten des Gemeindeareals stellt mit einer Höhe von 706,71 moh. den höchsten Punkt der Kommune Øvre Eiker dar.

## Einwohner
Die Einwohner der Kommune verteilen sich vor allem auf die niedriger gelegenen Gebiete. Ab dem Ende des Zweiten Weltkriegs wuchs die Einwohnerzahl in der Kommune zumeist an. So stieg sie im Zeitraum von 1946 bis 2017 etwa um 69 Prozent an. In der Kommune liegen mehrere sogenannte Tettsteder, also mehrere Ansiedlungen, die für statistische Zwecke als eine städtische Siedlung gewertet werden. Diese sind Darbu mit 679, Vestfossen mit 3266, Skotselv mit 761 der insgesamt 766 Einwohner des Tettsteds, Ormåsen mit 2062 und Stevning mit 350 Einwohnern (Stand: 1. Januar 2024). Von den insgesamt 124.540 Einwohnern des Stadtgebiets von Drammen leben 9975 in Øvre Eiker. Zudem werden 13 der insgesamt 7039 Einwohner des Tettsteds Åmot/Geithus zu Øvre Eiker gerechnet.
Die Einwohner der Gemeinde werden Eikværing genannt. Offizielle Schriftsprache ist Bokmål, also die weiter verbreitete der beiden norwegischen Sprachformen.
| Jahr          | 1986   | 1990   | 1995   | 2000   | 2005   | 2010   | 2015   | 2020   | 2025   |
| ------------- | ------ | ------ | ------ | ------ | ------ | ------ | ------ | ------ | ------ |
| Einwohnerzahl | 14.112 | 14.695 | 14.704 | 15.058 | 15.633 | 16.616 | 18.039 | 19.423 | 20.861 |

## Geschichte

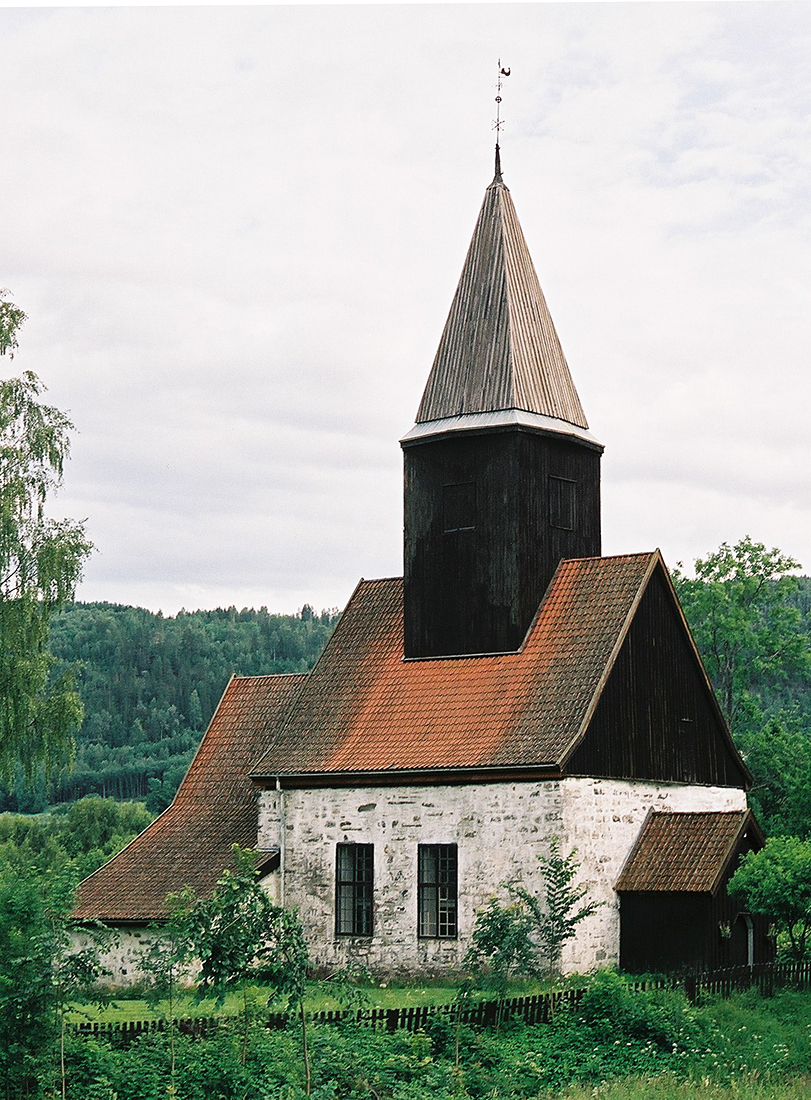
Fiskum gamle kirke in Øvre Eiker

Die Kommune Øvre Eiker entstand zum 1. Juli 1885, als die damalige Kommune Eiker in zwei Teile aufgespalten wurde. Øvre Eiker hatte bei seiner Gründung 8124 Einwohner, Nedre Eiker 3407. Im September 1954 ging ein von 140 Einwohnern bewohntes Gebiet von Øvre an Nedre Eiker über. Zum Beginn des Jahres 1964 wurde ein Areal mit 13 Einwohnern von Flesberg an Øvre Eiker überführt. Ein Jahr später kam es erneut zu einer Grenzänderung zwischen Øvre und Nedre Eiker, wobei in einem unbewohnten Gebiet Teile neu an Nedre Eiker und andere Teile neu an Øvre Eiker zugewiesen wurden. Nach der landesweiten Regionalreform gehörte Øvre Eiker von 2020 bis 2023 zum Fylke Viken.
In Øvre Eiker liegen mehrere größere Höfe aus dem 17. und 18. Jahrhundert. Zwischen Kongsberg und Hokksund wurde in den 1620er-Jahren unter König Christian IV. eine öffentliche Straße angelegt. Diese Gamle Kongsbergvei genannte Route wurde für den Transport von Silber nach Dänemark genutzt. Von 1741 bis 1777 war bei Hokksund das Glaswerk Nøstetangen glassverk in Betrieb. Bei Skotselv wurde von 1649 bis 1854 das Eisenwerk Hassel jernverk betrieben. Des Weiteren wurde in der Vestfos Cellulosefabrik bis 1970 Papier produziert.
In der Kommune liegen mehrere Kirchen. Am See Fiskumvannet liegt die Fiskum gamle kirke, die zu den kleinste Kirchen aus dem Mittelalter in Norwegen zählt. Sie wurde um das Jahr 1250 herum erbaut. Als 1866 die neue Fiskum kirke fertiggestellt wurde, sollte die alte Kirche eigentlich abgerissen werden, wogegen die lokale Bevölkerung allerdings erfolgreich protestierte. Die Haug kirke ist eine Kirche aus dem Jahr 1152. Bei einem Brand im Jahr 1818 ging der Großteil der Einrichtung verloren. Aus dem Jahr 1883 stammt die Bakke kirke, eine in Holz erbaute Kirche.

## Wirtschaft und Infrastruktur

### Verkehr

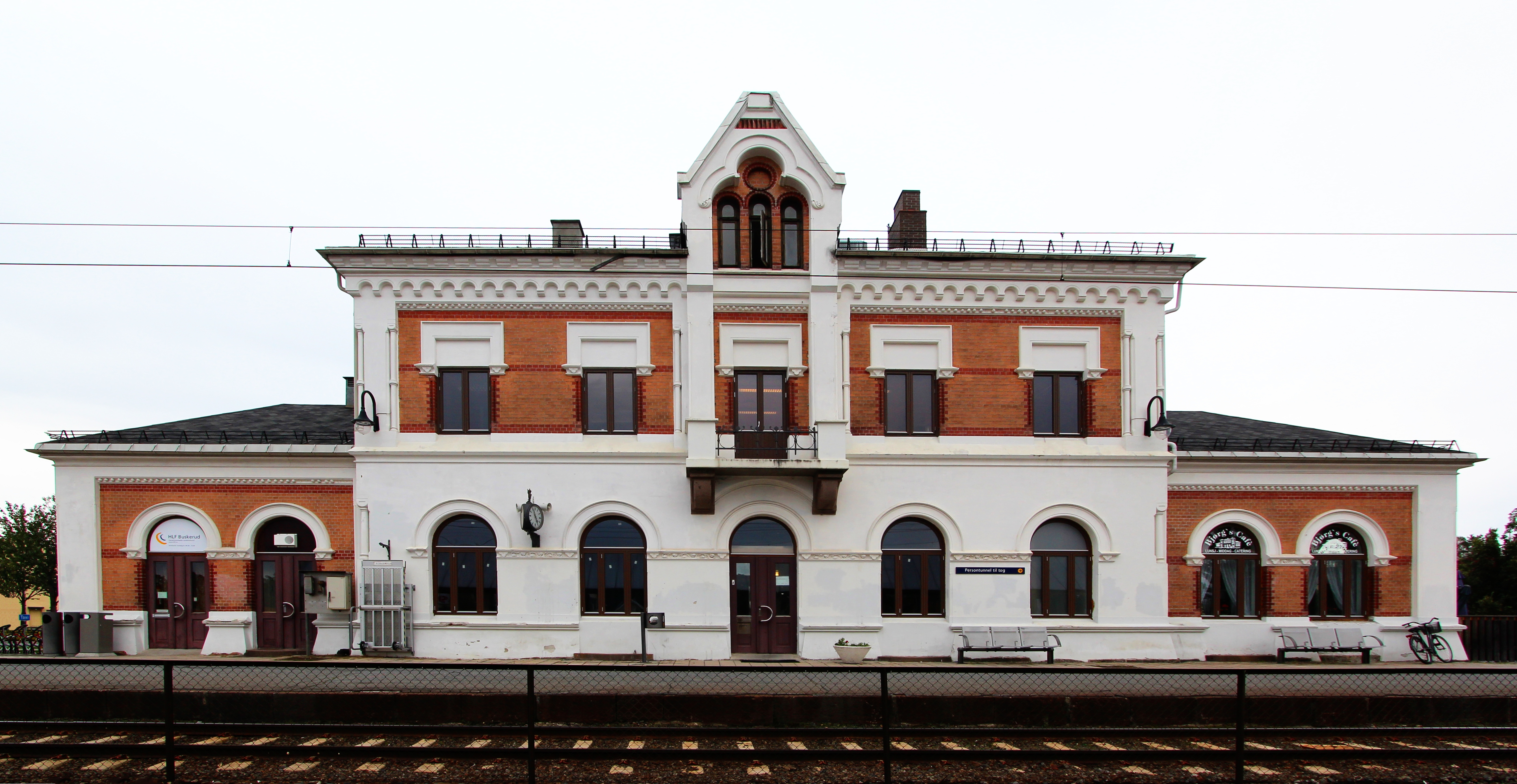
Bahnhof von Hokksund

Von Drammen aus dem Osten her führt die Europastraße 134 (E134) südlich der Drammenselva bis nach Hokksund. Von dort verläuft sie weiter in den Südwesten Richtung Kongsberg. In Hokksund zweigt von der E134 der Riksvei 350 in den Norden ab. Einen ähnlichen Verlauf durch Øvre Eiker wie die E134 hat auch die Bahnlinie Sørlandsbanen. Von Hokksund parallel zum Riksvei 350 in den Norden führt die Bahnlinie Randsfjordbanen. Der Bahnhof in Hokksund wurde 1866 eröffnet, als die Linie Randsfjordbanen fertiggestellt worden ist. Vom dortigen Bahnhof sind es etwa 60 Kilometer bis zum Bahnhof Oslo S.

### Wirtschaft
Neben der öffentlichen Verwaltung zählt das Baugewerbe zu den wichtigsten Arbeitgebers der Kommune. Der bedeutendste Industriezweig liegt im Maschinenbau und Metallwarenbereich, es folgen Zweige wie die Textil- und Papierindustrie. Im Bereich der Landwirtschaft wird etwa die Hälfte des landwirtschaftlich genutzten Areals für den Getreideanbau genutzt. Ansonsten werden in der Kommune auch Gemüse und Beeren gepflanzt. Für die Nutztierhaltung ist die Milchproduktion, die Hühnerhaltung und die Schweinezucht typisch. In Øvre Eiker liegen mehrere Wasserkraftwerke. Das Wasserkraftwerk Hakavik wurde 1922 in Betrieb genommen. Die mittlere Jahresproduktion im Zeitraum von 1981 bis 2010 war 26,2 GWh. Insgesamt nutzt es eine Fallhöhe von etwa 390 Metern aus. Das Kraftwerk Hellefoss wurde 1953 in Betrieb genommen und hat eine mittlere Produktion von 81,2 GWh im Jahr. Im Jahr 2020 arbeiteten von etwa 9700 Arbeitstätigen nur zirka 3600 in Øvre Eiker selbst, über 2700 waren in der Nachbarkommune Drammen tätig. Des Weiteren pendelten jeweils über 500 Personen nach Kongsberg und nach Oslo.

## Name und Wappen
Das seit 1981 offizielle Wappen zeigt auf blauem Hintergrund einen silbernen Eichenzweig mit drei Blättern und zwei Eicheln. Das Wappen spielt auf den Gemeindenamen an. Dieser setzt sich aus „Øvre“ (deutsch Oberes) und „Eiker“ (im Altnordischen Eikjar) zusammen. Letzter Bestandteil ist dabei die Mehrzahl von eik (deutsch Eiche). Von 1885 bis 2019 bestand zudem die Kommune Nedre Eiker, wobei „nedre“ das Gegenstück zu „øvre“ bildet. Nedre Eiker ging schließlich in der Kommune Drammen auf.

## Persönlichkeiten
- Jonas Lie (1833–1908), Erzähler und Dramatiker
- Christopher Hornsrud (1859–1960), Politiker
- Knut Holst (1884–1977), Skisportler
- Per Olaf Lundteigen (* 1953), Politiker und Landwirt
- Arne Nævra (* 1953), Naturfotograf und Politiker
- Stian Hole (* 1969), Graphikdesigner, Kinderbuchautor und Illustrator
- Anders Håre (* 1999), Skispringer
- Helene Marie Fossesholm (* 2001), Skilangläuferin